# Aleksandăr Georgiev (calciatore)
Aleksandăr Veselinov Georgiev (in bulgaro Александър Веселинов Георгиев?; Tărgovište, 10 ottobre 1997) è un calciatore bulgaro, attaccante dello Spartak Varna.

## Carriera

### Club
Ha giocato nella prima divisione bulgara.

### Nazionale
Ha giocato nelle nazionali giovanili bulgare Under-17, Under-19 ed Under-21.